# Zuid-Sumatra
Zuid-Sumatra (Indonesisch: Sumatera Selatan) is een provincie op Sumatra, Indonesië. De provincie grenst in het zuiden aan Lampung, in het westen aan Bengkulu en in het noorden aan Jambi. Net uit de kust bevinden zich de eilanden Banka en Billiton, die in 2000 van de provincie Zuid-Sumatra werden gescheiden om de nieuwe provincie Banka-Billiton te vormen. De hoofdstad van Zuid-Sumatra is Palembang.
Zuid-Sumatra is onderverdeeld in 10 regentschappen (kabupaten) en 4 steden (kota otonom):

## Steden
- Lubuklinggau
- Pagar Alam
- Palembang
- Prabumulih

## Regentschappen
- Banyuasin
- Empat Lawang
- Lahat
- Muara Enim
- Musi Banyuasin
- Musi Rawas
- Ogan Ilir
- Ogan Komering Ilir
- Ogan Komering Ulu
- Ogan Komering Ulu Timur
- Ogan Komering Ulu Selatan

Stadsgemeenten: Lubuklinggau · Pagar Alam · Palembang · Prabumulih

Regentschappen: Banyuasin · Empat Lawang · Lahat · Muara Enim · Musi Banyuasin · Musi Rawas · Ogan Ilir · Ogan Komering Ilir · Ogan Komering Ulu · Ogan Komering Ulu Timur · Ogan Komering Ulu Selatan